# Nati nel 1384
| Questa pagina contiene informazioni ricavate automaticamente dalle voci biografiche con l'ausilio del template Bio e di un bot. L'aggiornamento è periodico e automatico e ricostruisce completamente la pagina. Se manca una persona in questa lista, sei pregato di non aggiungerla, ma accertati piuttosto che la sua voce biografica contenga il template Bio e che i dati anagrafici siano correttamente compilati. Se il template Bio manca, inseriscilo tu stesso o, in alternativa, metti l'avviso {{tmp\|Bio}} che ne segnala la mancanza. Se i dati riportati sono sbagliati, correggi direttamente la voce biografica; le modifiche saranno visibili in questa lista entro pochi giorni. Per chiarimenti vedi il progetto biografie. La lista contiene solo le 16 persone che sono citate nell'enciclopedia e per le quali è stato implementato correttamente il template Bio. Pagina aggiornata al 2 mag 2025. |

- 6 gennaio - Edmund Holland, IV conte di Kent, nobile inglese († 1408)
- 6 luglio - Alfonso de Cartagena, vescovo cattolico spagnolo († 1456)
- 11 agosto - Iolanda d'Aragona, principessa († 1443)
- 14 settembre - Khalil Sultan, sovrano († 1411)
- Antonio di Borgogna, nobile († 1415)
- Deshin Shekpa, monaco buddhista tibetano († 1415)
- Domenico di Prussia, monaco cristiano, presbitero e teologo tedesco († 1460)
- Giovanna di Navarra, nobildonna († 1413)
- Battista Malatesta, letterata, filosofa e poetessa italiana († 1448)
- Francesco Pandone, nobile e condottiero italiano († 1457)
- Sigismondo Polcastro, medico italiano († 1473)
- Francesca Romana, religiosa e mistica italiana († 1440)
- Enrique de Villena, nobile, scrittore e poeta spagnolo († 1434)
- Abd al-Rahman al-Tha'alibi, giurista e teologo arabo († 1471)
- Mariano da Siena, scrittore italiano
- Barbara di Legnica, nobildonna polacca († 1435)